# Економіка Лаосу

Економічна мапа Лаосу

Лаос — аграрна країна. У структурі ВВП на частку сільського і лісового господарств припадає близько 51 %, близько 5 % — промисловість, істотним джерелом прибутку служать ремісничі промисли (19 %). На межі ХХ-XXI ст.ст. країна залишається слаборозвиненою, де немає залізниць, мережа інших шляхів сполучення розріджена, і система телекомунікацій не в змозі задовольнити запити ні вітчизняних, ні зарубіжних абонентів.

## Загальні риси

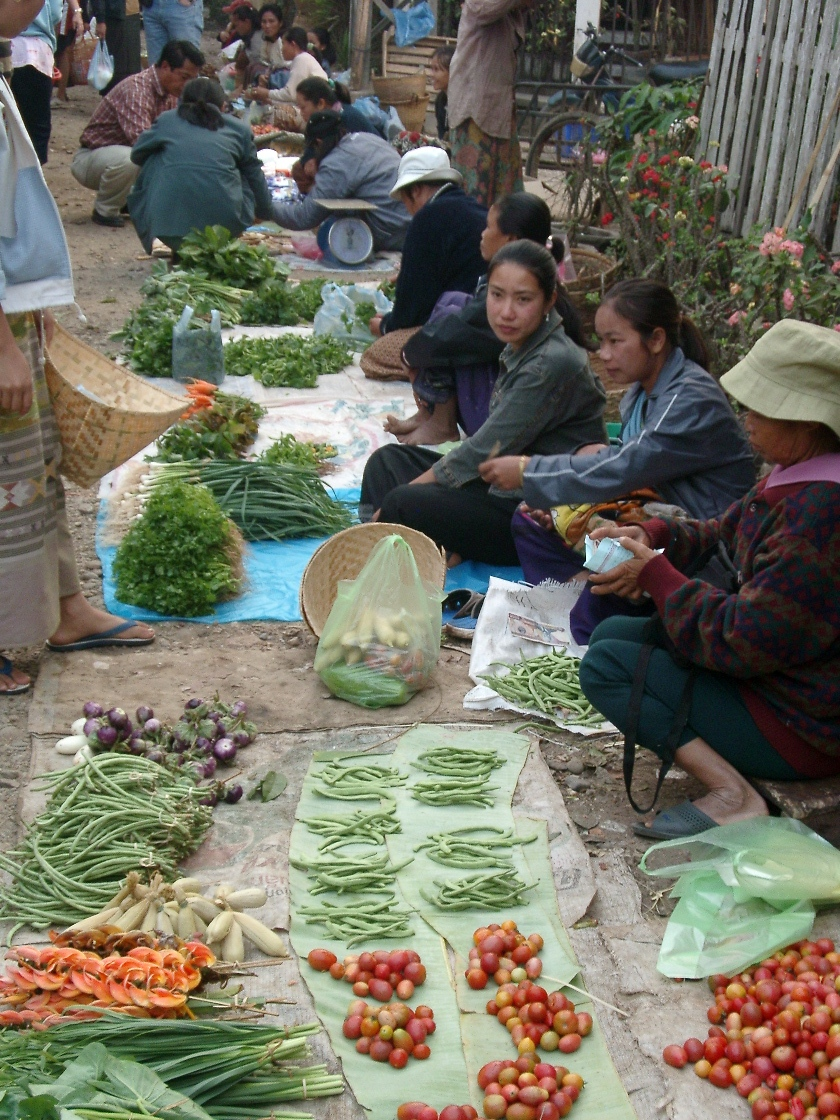
Вуличні ринки

Лаос залишається в числі небагатьох держав, що офіційно не відмовилися від марксистсько-ленінської ідеології. В'єтнам, Китай, Куба та Північна Корея рахуються серед «стратегічних друзів». Але водночас слідом за В'єтнамом та Китаєм Лаос взяв курс на ринкові реформи.
За даними 2001 року (Index of Economic Freedom, The Heritage Foundation, U.S.A.) показники ВВП становили $ 2 млрд, темпи зростання ВВП — 4 %, ВВП на душу населення — $ 421, прямі закордонні інвестиції — $ 18,6 млн. Імпорт (продовольство, дизельне паливо, різні споживчі товари) на 1997 рік склав — $ 244 млн (Таїланд — 52 %, В'єтнам — 4 %); експорт (електроенергія, деревина цінних порід, кава, олово і швейні вироби) — $ 197,4 млн (В'єтнам — 42,7 %, Таїланд — 22,1 %, Франція — 6,3 %, Бельгія — 5,6 %, Німеччина — 5,1 %).
Чинники, що стримують розвиток Лаосу:
- економічна і соціальна диференціація території;
- переважання споживчого сільського господарства і натурального обміну;
- слабкий розвиток інфраструктури, передусім транспорту і засобів зв'язку;
- слабка вивченість країни — ринкова кон'юнктура, місцева матеріально-технічна база і перспективи, що відкриваються перед зарубіжними інвесторами;
- нестача внутрішніх фінансових ресурсів, що викликає необхідність в залученні значних капіталовкладень із-за кордону (в 1997 році іноземна допомога становила 231,5 млн дол.), істотний дефіцит платіжного балансу;
- відсутність кваліфікованих кадрів і слабкість інституційної системи;
- високі транспортні витрати, особливо відчутні при вивозі товарів за кордон, передусім через відсутність виходу до моря.

## Промисловість
Промисловість в Лаосі зародилась ще в 1950-х роках. Тоді були створені перші фабрики по переробці сільськогосподарської сировини та підприємства енергетики. До цього були всього кілька французьких оловорудних копалень та ремісничі лавки. З 1960-х років починає активно розвиватись енергетика, легка, харчова та будівельних матеріалів галузі промисловості, що займало всього 3 % ВНП та де було зайнято всього 3 % населення.

### Гірнича промисловість
Лаос має невеликі поклади корисних копалин. Найбільше значення для промисловості має олово, менше — сіль та гіпс. Кухонна сіль видобувається неподалік столиці з 1960-х років, але його не вистачає для потреб країни. Гіпс залягає потужними шарами на півночі в районі Кхуа та в центрі неподалік Саваннакхету.
Є також поклади дорогоцінного каміння на заході країни, кам'яного вугілля неподалік Луангпхабангу, залізної руди на північному сході, мідної руди на півночі та півдні, свинцю в районі поселення Донг та Вангвіанг, золота в центрі, на сході та на півдні.
Поклади олов'яних руд розміщуються в центрі країни, на північ від Тхакхека. Олово почали видобувати ще французи, коли Лаос був їхньою колонією. Після війни видобуток був призупинений і відновлений тільки в 1948 році, а потім знову призупинявся. Найбільшим родовищем олова є Пхонтіу. До війни вироблялось близько 1 200 т олов'яного концентрату за рік, за наступні роки дані подані у таблиці:
Видобуток олова за роками
| Рік  | Видобуток, т | Рік  | Видобуток, т |
| ---- | ------------ | ---- | ------------ |
| 1940 | 1 893        | 1971 | 672          |
| 1964 | 600          | 1972 | 1 900        |
| 1966 | 345          | 1973 | 746          |
| 1967 | 1 2301       | 1974 | 612          |
| 1968 | 489          | 1975 | 518          |
| 1969 | 522          | 1976 | 576          |
| 1970 | 575          | 1977 | 600          |

1 видобуток збільшився через відкриття нового родовища
Продукція є неконкурентноздатною через важкість перевезення (відсутність шляхів сполучення), відсутність оловоплавильних заводів. Олово йде на експорт, в основному до Малайзії та Сінгапуру.

### Електроенергетика
В Лаосі поширені тільки теплові та гідравлічні електростанції. Вони виробляють до 255 млн кВт·год (1975). Найбільша потужність ТЕС — 55 тис. кВт·год (1975). ТЕС працюють на дизельному паливі. Найбільша станція у столиці країни. Вона дає 75 % всієї електроенергії. Інші значні: Луангпхабанг, Саваннакхет, Салаван, Паксе, Тхакхек.
1978 року була збудована нова ГЕС на річці Нгим потужністю 110 тис. кВт·год. 1980 року споживання електроенергії зросло до 800 млн кВт·год за рік. Загальна потужність електростанцій в 1994 становила 261 тис. кВт, виробництво електроенергії 890 млн кВт·год, в основному на ГЕС Нгим, але електрифікацією охоплені лише деякі міста.

### Переробна промисловість
Промисловість будівельних матеріалів почала розвиватись інтенсивно з 1965 року, коли почали масово будуватись нові будівлі, в основному житлові будинки, адміністративні будівлі, мости, дороги, аеродроми та гідравлічні електростанції. На заводах виробляються цемент (50 тис. т в 1965 році в Тхакхекі та Луангпхабангі), цегла, бетонні вироби.
Лісова промисловість розвинена досить гарно. Лаос заготовляє такі цінні породи деревини як сал, тик, палісандр та чорне дерево. В країні працюють 85 лісопилок, які обробляють 247,5 тис. м³ за рік. В 1973 році було вироблено 272 тис. м³ деревини, 2,8 тис. т деревного вугілля. Розвинена і переробка лісу: виробництво сірників — 4,5 млн коробок (1973), меблева промисловість. Деревообробна промисловість розвинена в Сайнябулі, Вангвіангі, столиці, Тхакхекі, Саваннакхеті та Паксе.
Легка промисловість розвинена слабко. Є кілька підприємств по виробництву гумового взуття (30 тис. пар в 1973 році). Шкіряна та взуттєва промисловість розвинена в столиці та Луангпхабангі, текстильна — в Самниа.
Харчова промисловість має не досить високі показники розвитку. У країні працюють (1973) бавовноочисний завод в столиці, 136 рисорушок (14,5 тис. рису), тютюнова фабрика (31 млн пачок) та кілька підприємтв по виробництву цукру та переробці фруктів. Існує також комбікормовий завод. Найбільшими центрами є столиця, Саваннакхет та Паксе.
Металообробна промисловість представлена підприємствами по виробництву жесті (1977) та металевих знарядь праці. Центри: столиця та Самниа.

## Транспорт

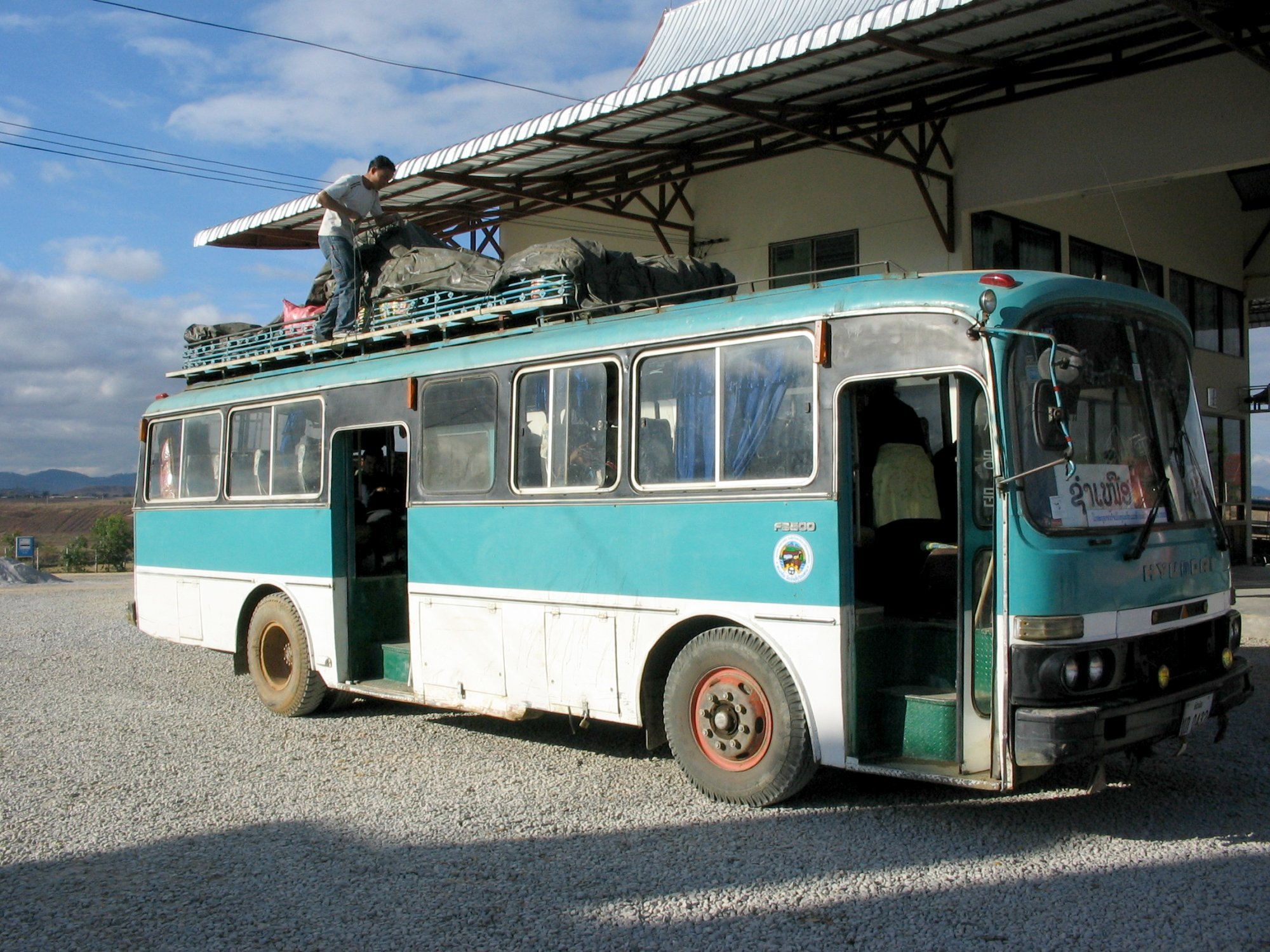
Автобуси з'єднують найбільші міста

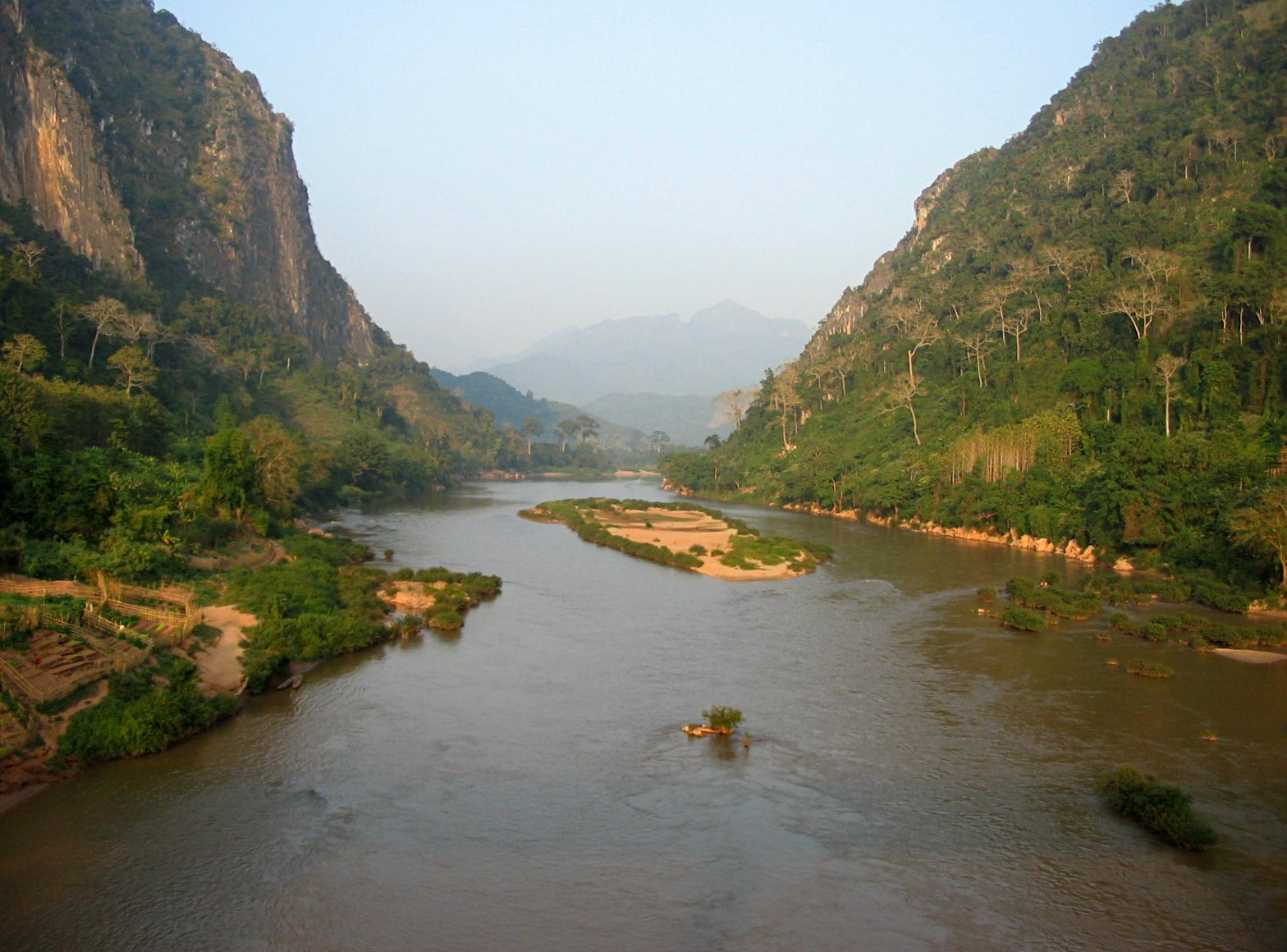
Річки — головні транспортні артерії країни

Осн. види транспорту в країні — автомобільний, водний та авіаційний. Побудований бензинопровід потужністю 100 тис. т за рік.

### Автомобільний транспорт
Транспортна мережа розвинена дуже слабко. В 1973 році протяжність асфальтованих доріг становила всього 756 км, це 12 % всіх автошляхів. В 1974 році протяжність всіх доріг становила 7,4 тис. км, з них з твердим та асфальтованим покриттям — 2,9 тис. км. Густота автошляхів становить 26 км/тис. км².
Головна автомагістраль № 13 поєднує Луангпхабанг та столицю з півднем країни. Вона простягається уздовж лівого берега річки Меконг і в деяких місцях має ділянки з досить важким рухом. Вона проходить по такому маршруту: Луангпхабанг — В'єнтьян — Паксан — Тхакхек — Саваннакхет — Паксе, і далі до Камбоджі. Від неї йдуть гілки від Саваннакхету до В'єтнаму на схід, поблизу столиці до річки Меконг, де розташований ріковий порт, та дві гілки до В'єтнаму через гори Чионгшон. На півночі основні автошляхи йдуть від Луангпхабангу на захід до М'янми, на схід до Самниа і далі на В'єтнам.
Автопарк країни становив в 1960 році — 5 тис. авто, в 1963 — 7,2 тис., в 1974 — 16 тис. (14,1 тис. легкових). Автошляхами перевезено (1972) 43 тис. пасажирів та 1,2 тис. т вантажів.

### Водний транпорт
Головною водною артерією країни є річка Меконг з кількома притоками. Основні ділянки завантаженості: Луангпхабанг — В'єнтьян (402 км), В'єнтьян — Саваннакхет (458), Паксе — Кхон (201). Річкові порти містяться в Луангпхабангі, столиці, Тхакхекі, Саваннакхеті, Паксе та Кхоні.

### Авіаційний транспорт
Розвинений дуже слабко. В столиці є єдиний міжнародний аеропорт — «Ваттай». значні аеропорти містяться в Луангпхабангі, Паксе та Сено. По країні розташовано понад 20 аеродромів. В 1972 році було перевезено 50 тис. пасажирів.

### Залізничний транспорт
Залізниця Китаю і Лаосу була першою міжнародною залізницею, яка безпосередньо пов'язана з китайською залізничною мережею. Вона є важливою частиною Трансазійської залізниці.
Інша частина залізничної мережі існує як частина Євразійський сухопутний міст, хоча деякі суттєві прогалини залишаються.

## Сільське господарство
У сільському господарстві, що має переважно споживчу орієнтацію, створюється 51 % ВВП, з них 75 % припадає на рослинництво, 10 % — на тваринництво та 15 % — на лісове господарство. У агровиробництві сконцентровано 80 % всіх зайнятих.

### Рослинництво
Серед основних сільськогосподарських культур вирощуються рис, кукурудза, соя, батат, маніок, бобові (в основному горох), овочі та фрукти (манго, папая, цитрусові, банани); з технічний культур поширені кава, тютюн, бавовник, арахіс, каучуконоси та цукрова тростина, а також прянощі.
Рис вирощують на 90 % усіх орних площ (1970-ті роки). У галузі рисосіянна зайнято 2/3 усього населення країни. В 1997 році було зібрано 1,5 млн т. В країні поширені 22 ґатунки клейкого рису та 5 ґатунків твердого. Найбільші рисові площі знаходяться у провінціях В'єнтьян, Луангпхабанг, Саваннакхет, Салаван.
Врожай рису за роками:
| Роки      | Врожай, тис. т | Площа, тис. га | Врожайність, ц/га |
| --------- | -------------- | -------------- | ----------------- |
| 1948-1953 | 530            | 825            | 6,5               |
| 1954-1956 | 546            | 665            | 8,2               |
| 1959      | 522            | ?              | ?                 |
| 1961-1965 | 609            | 728            | 8,3               |
| 1963      | 510            | ?              | ?                 |
| 1965-1966 | 754            | 930            | 8,1               |
| 1966-1967 | 811            | 960            | 8,4               |
| 1967-1968 | 771            | 656            | 11,7              |
| 1968-1969 | 895            | 665            | 13,4              |
| 1969-1970 | 903            | 665            | 13,5              |
| 1970-1971 | 811            | 665            | 12,1              |
| 1971-1972 | 817            | 665            | 12,2              |
| 1972-1973 | 884            | 665            | 13,2              |
| 1973-1974 | 905            | 686            | 13,1              |
| 1974-1975 | 910            | 680            | 13,3              |
| 1977      | ?              | 690            | ?                 |
| 1979      | ?              | 770            | ?                 |

Вирощують також кукурудзу. У таких провінціях як Луангпхабанг, Сайнябулі, Пхонгсалі, Хуапхан посіви кукурудзи переважають над рисом — 75 %. Всього площі під кукурудзою займають 5 % усіх орних земель країни.
Врожай кукурудзи за роками:
| Роки      | Площа, га | Врожай, т | Врожайність, ц/га |
| --------- | --------- | --------- | ----------------- |
| 1948-1952 | 18        | 12        | 6,6               |
| 1961-1965 | 32        | 18        | 5,7               |
| 1971      | 35        | 28        | 8                 |
| 1972      | 35        | 27        | 7,6               |
| 1973      | 36        | 29        | 8,1               |
| 1974      | 36        | 30        | 8                 |

Кава вирощується на півдні країни. Поширені ґатунки — арабіка та робуста. Площа плантацій кави становила 6 000 га в 1970 році, 5 300 га в 1973 році.
Врожай кави за роками:
| Рік  | Врожай, т | Рік  | Врожай, т |
| ---- | --------- | ---- | --------- |
| 1970 | 3 200     | 1974 | 2 000     |
| 1973 | 1 800     | 1976 | 2 200     |

Деякі дані по інших культурах:
- тютюн — в 1945 році зібрано 850 т, в 1973 році 4 тис. т з 6 300 га
- бавовник — в 1973 році зібрано 1,9 тис. т з 5 900 га
- арахіс — 1 тис. т з 2 000 га, використовується для виробництва олії
- цитрусові — лимони та грейпфрути
- овочі — картопля (15 тис. т з 3 000 га), маніок (14 тис. т з 2 000 га), батат та ямс (16 тис. т з 3 000 га), інші (томати, салат, огірки, перець, цибуля, баклажани; 21 тис. т)
- опійний мак — вирощується на півночі, в 1960-х роках зібрано 70 т, в 1975 році — 300 т.

### Тваринництво
На долю галузі припадає 10 % ВНП по сільському господарстві. Тваринництво використовує 45 % сільськогосподарських земель у вигляді пасовиськ та луків (1971).
Основні галузі тваринництва:
| Роки, тис. голів Худоба | 1965 | 1970  | 1971  | 1972  | 1973  | 1974  | 1975 |
| ----------------------- | ---- | ----- | ----- | ----- | ----- | ----- | ---- |
| Буйволи                 | 657  | 953   | 940   | 950   | 960   | 1040  | ?    |
| Корови                  | 337  | 420   | 435   | 435   | 450   | 460   | 476  |
| Коні                    | 16   | 27    | 28    | 29    | 30    | 33    | ?    |
| Свині                   | 890  | 1100  | 1150  | 1200  | 1250  | 1292  | 1313 |
| Кози                    | 31   | 34    | 35    | 36    | 37    | 38    | ?    |
| Кури                    | 8420 | 11500 | 12000 | 12500 | 13000 | 13399 | ?    |
| Качки                   | 197  | 198   | 190   | 190   | 190   | 194   | ?    |
| Гуси                    | 46   | 49    | 50    | ?     | ?     | ?     | ?    |

Багато населення займається рибальством, а продукція переробляється на столичному рибоконсервному заводі.

### Лісове господарство
Ліси — невід'ємна складова господарства Лаосу. Країна експортує цінні породи дерев: сал, тик, палісандр та чорне дерево.
Окрім цього виробляється бензойна смола у Хуапхані (35 т в 1940 році, 10 т — в 1964, 1 т — в 1969) та гуммілак в Хуапхані (кордон з Камбоджею) та Луангпхабангі (17 т в 1960 році, 6,4 т — в 1969).
У лісах ведеться збір кардамону, цінної прянощі. У провінціях В'єнтьян, Паклай та Аттапи ведеться збір з диких заростей, а на плато Боловен є окультурені плантації. В 1960 році було зібрано 4 т кардамону, в 1969 році — всього 1,5 т.